# Weißhalsdrossel
Die Weißhalsdrossel (Turdus albocinctus) ist ein Singvogel aus der Familie der Drosseln (Turdidae).
Das Artepitheton kommt von lateinisch albus ‚weiß‘ und lateinisch cinctus ‚Gürtel‘.

## Merkmale
Der Vogel misst 26–28 cm, ist um die 100 g schwer. Das Männchen ist schwarz mit einem sehr breiten weißen Kragen, der bis unter das Kinn und zur Brust reicht, und einem gelben Schnabel. Die Beine sind gelb-orange.

## Vorkommen
Die Weißhalsdrossel ist auf den Indischen Subkontinent beschränkt von Bangladesch, Bhutan, Myanmar und Nepal bis Pakistan. Sie bevorzugt subtropische oder tropische feuchte Bergwälder sowie Buschsavanne.
Die Art ist monotypisch.

## Verhalten
Die Brutzeit ist von März bis Juli.
Die Drossel ernährt sich von Insekten und Regenwürmern, aber auch von Früchten und Beeren.

## Gefährdungssituation
Die Weißhalsdrossel gilt als nicht gefährdet (Least Concern).